# ハインリヒ・メンデルスゾーン
ハインリヒ・メンデルスゾーン（Heinrich Mendelssohn、1881年2月21日 - 1959年8月7日）は、ベルリンで活躍した大手の建築請負業者。 
ドイツ帝国のポーゼン（現在はポーランド西部のポズナニ）にユダヤ系として生まれる。
ミュンヘン出身の建築家アルベルト・ハイルマンと協力し、ベルリンに「オイローパハウス」(Europahaus)を建設した。現在ではドイツ連邦経済協力発展省が使用している。

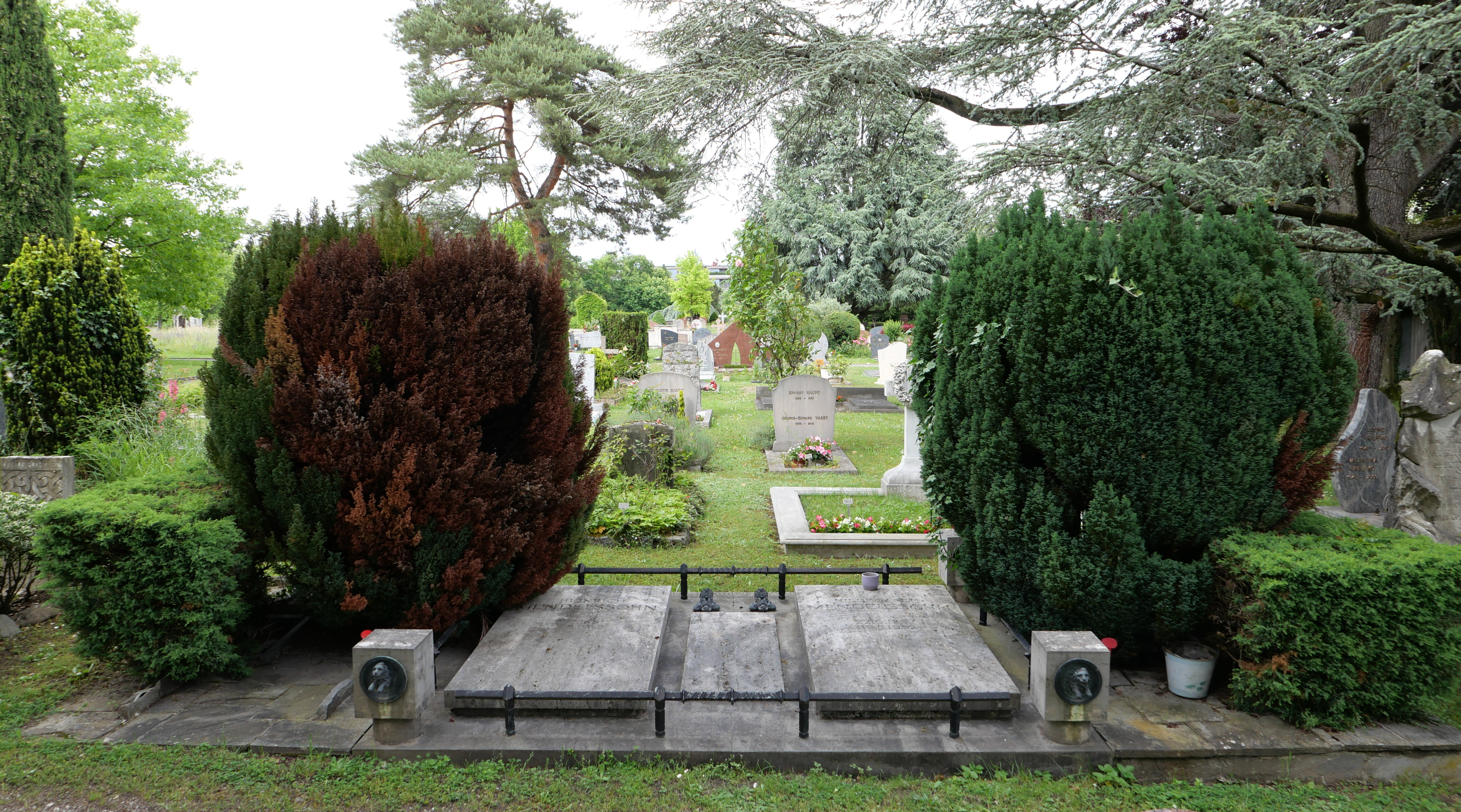
2024年の墓。

ナチスが政権に就くと、海外に移住し、後にベルリンに帰った。スイスのジュネーヴで死去。彼はプチ・サコネの墓地に永眠した。彼の妻ヒルデガルド（1897-1992）もこの墓地に埋葬されている。
有名なユダヤ人の哲学者モーゼス・メンデルスゾーン（作曲家フェリックス・メンデルスゾーンの祖父）と親族関係にあるといわれることがあるが、確認はされていない。

## 文献
- Albert Heilmann: Das Europa-Haus in Berlin. Ein neuzeitlicher Grossbau. Seine Entstehungsgeschichte vom ersten Spatenstich bis zur Vollendung. Berlin: Ascher 1931.（ドイツ語）